# Гнилец (болезнь)
Гнилец (гнилобой) — инфекционное бактериальное заболевание личинок пчёл, вызывающее их гниение. Наиболее распространены европейский (Melissococcus plutonius или M. pluton, Bacillus Y, B. pluton, Streptococcus pluton) и американский гнилец (Paenibacillus larvae или Bacillus larvae, P. larvae/pulvifaciens), отличающихся по симптомам, также заболевание вызывают Paenibacillus alvei (синонимы: Bacillus preussi, B. alvei), Enterococcus faecalis (Streptococcus apis, S. liquifaciens, S. faecalis), Brevibacillus laterosporus (Bacillus orpheus, В. laterosporus), Achromobacter eurydice (Bacterium eurydice).  Возбудители чувствительны к многим антибиотикам тетрациклиновой группы, стрептомицину, эритромицину и другим сульфаниламидным препаратам (кроме М. plutonius), нитрофуранам и др.